# Paris 6 Bistrô

Paris 6 Vaudeville, em 2016, São Paulo

Paris 6 Bistrô é uma rede de restaurantes brasileira criada pelo restaurateur Isaac Azar em 26 de setembro de 2006, na cidade de São Paulo. O restaurante traz como referência a cozinha francesa de bistrô, com cardápio diversificado, pratos típicos dos bistrôs e das brasseries parisienses, além de releituras e criações do chef. O menu homenageia personalidades de diversas áreas da cultura brasileira e dos esportes.